# Tractat d'Oregon

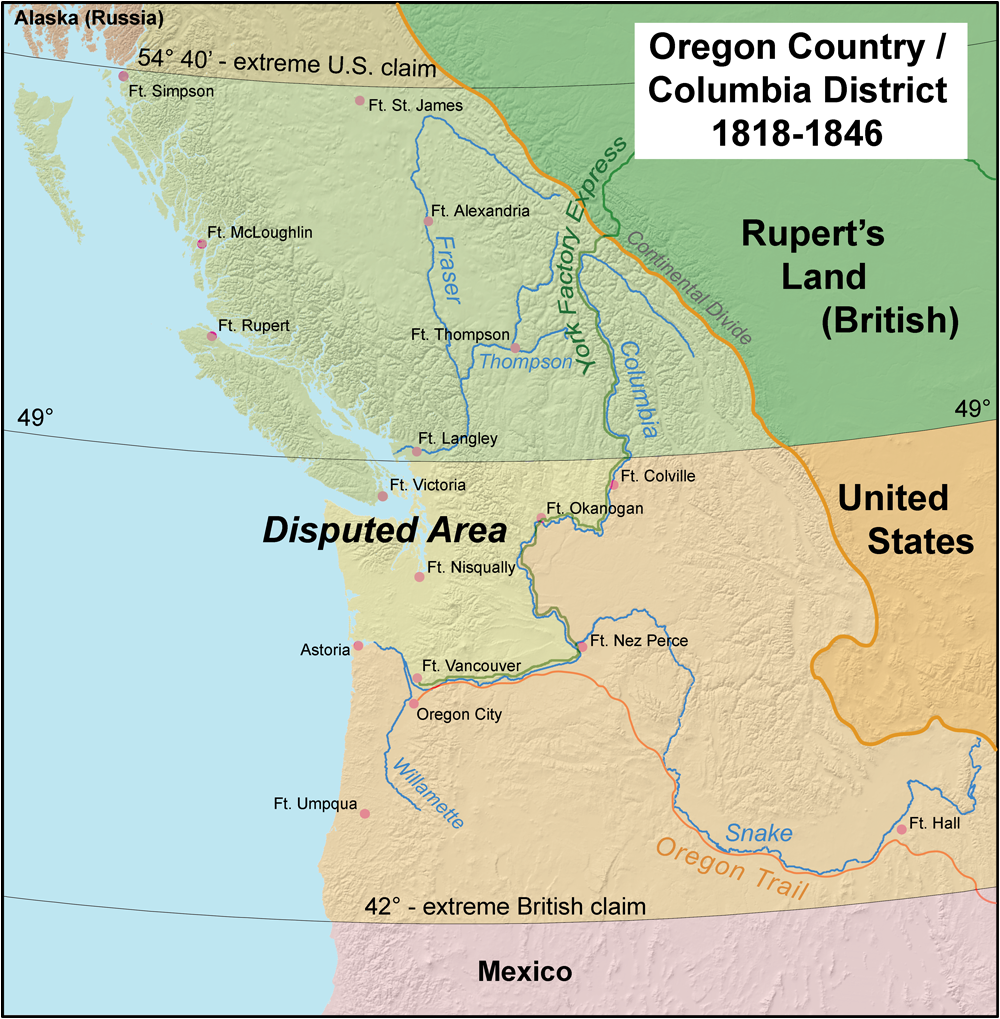
El País d'Oregon i les àrees disputades

El Tractat d'Oregon, oficialment, el Tractat entre Sa Majestat i els Estats Units d'Amèrica per la Resolució de la Frontera d'Oregon al Regne Unit, i conegut als Estats Units com el Tractat amb la Gran Bretanya Quant als Límits a l'Oest de les Muntanyes Rocoses o el Tractat Buchanan-Pakenham, fou el tractat entre el Regne Unit de la Gran Bretanya i Irlanda i els Estats Units signat el 15 de juny de 1846 a la ciutat de Washington, D.C..
Aquest límit donà resolució al conflicte de les fronteres d'Oregon ateses les reivindicacions territorials del País d'Oregon que havia estat ocupat tant pel Regne Unit com pels Estats Units des del Tractat de 1818.
El Tractat de 1818 establí la frontera entre els Estats Units i la Nord-amèrica Britànica sobre el 49è paral·lel de latitud nord des de Minnesota fins a les muntanyes Rocoses. El territori a l'oest d'aquestes muntanyes era conegut pels estatunidencs com el País d'Oregon i per als britànics com a Departament de Colúmbia o el Districte de Colúmbia de la Companyia de la Badia de Hudson. (També inclòs en aquesta regió era la porció meridional d'un altre districte, la Nova Caledònia.) El tractat establí el control conjunt de la terra per deu anys. Ambdós països podien reivindicar territoris i ambdós hi tenien garantida la navegació lliure.
El control conjunt es tornà menys tolerable per a ambdues parts. Després que un ministre britànic rebutgés l'oferta del president dels Estats Units James K. Polk per a establir la frontera sobre el 49è paral·lel, els demòcrates expansionistes demanaven l'annexió de tota la regió fins als 54° 40′, el límit meridional de l'Amèrica russa (el territori del nord del continent americà controlat per Rússia), segons els tractats establerts amb l'Imperi Rus i els Estats Units (1824) i la Gran Bretanya (1825).
El Tractat d'Oregon fou negociat pel secretari d'Estat James Buchanan, el qual es convertiria posteriorment en vicepresident, i Richard Pakenham, l'enviat britànic als Estats Unis i membre del Consell Privat del Regne Unit per a la reina Victòria. El tractat establí el 49è paral·lel, amb l'excepció de l'illa de Vancouver que havia de romandre com a territori britànic. L'illa de Vancouver, amb totes les illes properes, foren constituïdes com la Colònia de l'Illa de Vancouver el 1849. La porció estatunidenca d'aquesta regió (al sud del 49è paral·lel) es constituí com el Territori d'Oregon el 14 d'agost de 1848; el Territori de Washington fou format a partir d'aquest el 1853. La porció britànica es conformà com la Colònia de la Colúmbia Britànica el 1858. Aquesta i la Colònia de l'Illa de Vancouver s'uniren el 1866. Quan la Colònia de la Colúmbia Britànica s'uní al Canadà el 1871, el 49è paral·lel i les fronteres marítimes establertes pel Tractat d'Oregon es convertiren en la frontera dels Estats Units i el Canadà.